# Cyrtacanthacridini
A Cyrtacanthacridini az egyenesszárnyúak (Orthoptera) rendjében a sáskafélék (Acrididae) családjába tartozó Cyrtacanthacridinae alcsalád egyetlen nemzetsége.

## Rendszerezés
A nemzetségbe az alábbi 8 nem tartozik:
- Anacridium
- Cyrtacanthacris
- Nomadacris
- Orthacanthacris
- Rhadinacris
- Schistocerca
- Valanga
- Willemsea